# Sterculia costaricana
Sterculia costaricana är en malvaväxtart som beskrevs av Henri François Pittier. Sterculia costaricana ingår i släktet Sterculia och familjen malvaväxter. Inga underarter finns listade i Catalogue of Life.